# Pou del Xic
El Pou del Xic és un pou del terme municipal de Castell de Mur, en territori del poble de Puigmaçana, de l'antic municipi de Mur.
És a 585 msnm, al costat de llevant de la Masia del Xic i al nord del Corral del Xic. Aquest conjunt és a ponent de Puigmaçana, al nord de l'extrem oest dels Plans de Puigmaçana. Al seu nord-est hi ha el Pou del Tros del Cinto.